# Ribera del Fresno
Ribera del Fresno – gmina w Hiszpanii, w prowincji Badajoz, w Estramadurze, o powierzchni 185,62 km². W 2011 roku gmina liczyła 3512 mieszkańców.